# 梶山静六
梶山静六（日语：／ Kajiyama Seiroku，1926年3月27日—2000年6月6日），日本政治家，日本自由民主党党员，曾担任自民党干事长、法务大臣、通商产业大臣、自治大臣、国家公安委员会委员长和桥本内阁内阁官房长官等要职。